# Mireille Cliche
Pour les articles homonymes, voir Cliche.
Mireille Cliche est née 1955 à Saint-Georges de Beauce. Elle est poétesse et bibliothécaire.

## Biographie
Née en Beauce et depuis longtemps montréalaise, Mireille Cliche détient un baccalauréat en littérature, une maîtrise en bibliothéconomie, ainsi qu'une maîtrise en création littéraire.
C'est après le décès de son père, à l'âge de treize ans qu'elle commence à écrire. Elle écrit à ce propos : « [M]es débuts en écriture datent de plus de cinquante ans. Je m’y suis mise au décès de mon père, survenu lorsque j’en avais treize. C’était une question de survie, un besoin accentué par le déménagement dans une ville où je n’avais ni amis, ni repères. Évidemment, les choses se sont tassées, mais l’écriture est restée. J’ai d’abord cru que je tenais un journal avant de réaliser que j’écrivais plutôt de la poésie. Ce n’était pas tant les événements extérieurs qui m’intéressaient, que ce qui se passait en moi et les découvertes que me permettaient mes tentatives de mettre en mots mes émotions. C’est toujours un émerveillement, d’ailleurs, de voir où le fait de s’asseoir patiemment, sans s’agiter, peut nous mener. »
La question de la mémoire est au cœur de sa démarche, tant sur le plan de l'écriture que sur le plan de la bibliothéconomie. « Dans son travail d'écrivaine, elle triture sa mémoire, l'invente et la déconstruit pour se reconstruire. Comme bibliothécaire, elle conserve la mémoire collective et la transmet. Elle alimente un patrimoine petit à petit, sans jugement, dans l'anonymat. Pour elle, une mémoire qu'on ne partage pas est une mémoire perdue. » Pendant plus de trente-cinq ans, elle a concilié ses activités d'écrivaines et de gestionnaire engagée dans la démocratisation de l'accès à la culture et à l'information.
Elle est l'autrice de plusieurs livres. Son premier, Jours de cratère (1991) s'est d'ailleurs mérité le prix Octave-Crémazie. Elle a également écrit un roman, Les longs détours (1991), un album contemplatif intitulé Tout ce cirque (2001), en collaboration avec l'illustrateur Stéphane Jorisch, et quelques autres livres.
En 2003, elle participe à un projet intitulé Mémoire vive en collaboration avec Dare-Dare et le Centre d'histoire de Montréal. Ce collectif avait pour but d'alimenter plusieurs réflexions sur l'histoire, les communautés, la mémoire et la ville. Son projet, « Histoires oubliées », consiste à créer des stations qui  mêlent photographie, installation, et mémoires écrites, et qui peuvent être visitées sur la rue Masson. Ce projet « a pour but d'évoquer d'humbles histoires et de réveiller des émotions grandes ou moins grandes pour ouvrir les portes du souvenir à ceux qui l'ont perdu, en des endroits où la mémoire a été effacée. »
Aussi, Mireille Cliche s'est impliquée pendant plusieurs années auprès du Centre Turbine, un organisme qui fait la promotion des arts actuels en jumelant des artistes provenant de plusieurs disciplines.
Elle est membre de l'Union des écrivaines et des écrivains québécois (UNEQ).

## Œuvres
- Les Longs Détours, Montréal, Triptyque, 1990, 124 p.  (ISBN 9782890311251)
- Jours de cratère, Trois-Rivières, Écrits des forges, 1991, 55 p.  (ISBN 2890462188)
- L'Onde et la Foudre, Montréal, Éditions du Noroît, 1994, 74 p.  (ISBN 2890182886)
- La Pierre dorée des ruines, Saint-Hippolyte, Éditions du Noroît, 1999, 63 p.  (ISBN 9782890184213)
- Tout ce cirque, Montréal, Éditions 400 coups, 2001, 78 p.  (ISBN 9782921620574)
- Le Cœur-accordéon, Montréal, Éditions du Noroît, 2020, 118 p.  (ISBN 9782897662158)

## Prix et honneurs
- 1991 : Prix Octave-Crémazie (pour Jours de cratère)[3]